# Sorkatonai szolgálat Magyarországon

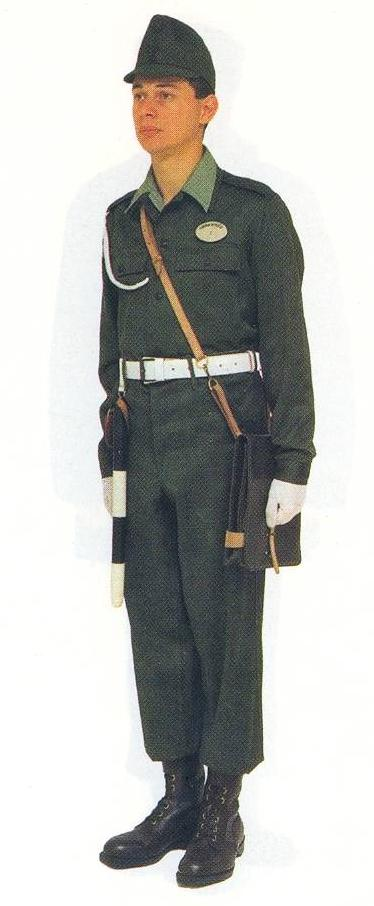
Sorállományú csapatrendész 65M gyakorlóruházatban

A sorkatonai szolgálat egy adott állam részéről az állampolgáraitól megkövetelt, kötelező jellegű, határozott ideig tartó katonai szolgálat, illetve az ehhez kapcsolódó intézmények, eljárások és rendszerek gyűjtőfogalma. Ez a szócikk elsősorban a sorkatonai szolgálat Magyarországon a második világháború befejezésétől 2004 novemberéig fennállt rendszerével foglalkozik. Az utolsó év bevonulási rendjét a 16/2004. (VI. 29.) HM rendelet a 2004. évi sorállományváltás végrehajtásának rendjéről című jogszabály határozta meg. A szerződéses katonai szolgálat váltotta fel.

## Történelmi előzmények
Az általános hadkötelezettséget Magyarországon 1868-ban vezették be a XL. törvénycikk elfogadásával. Tartalékos és póttartalékos állomány létezett, a tartalékos állományt csak az uralkodó parancsára hívhatták be.
A hadkötelezettség annak az évnek január 1-jén kezdődött, amelyik évben, a hadköteles betöltötte a 20. életévét. Ezt 1939-ben leszállították 18 évre. A hadkötelezettséggel foglalkozott az 1889. évi VI. törvénycikk, és az 1912. évi XXX. törvénycikk.
1939-ben a II. törvénycikk bevezette a honvédelmi kötelezettség fogalmát.

## A hidegháború idején
Magyarországon a második világháború befejezését és a szovjet érdekszféra és befolyás kiterjesztésének belpolitikai megszilárdítását (1948) követően, a katonai rendszerek is újjászervezésre kerültek. A hidegháborús szovjet–amerikai szembenállás és az erre épülő szovjet katonai doktrína értelmében, a szovjet érdekszférába került és szovjet erőkkel megszállt országokban, így hazánkban is erős helyi hadsereget kellett szervezni, amelyek szövetségesi rendszerben (a NATO ellenpólusaként létrehozott Varsói Szerződés alapján), összehangoltan képesek fellépni egy Nyugatról érkező feltételezett agresszió esetén.
Ezeknek a helyi erőknek a szervezése régi, háborús szemléletek alapján történt, amelyek nagy csapaterőket és csapatmozgásokat tételeztek fel. Ez viszonylag nagy létszámú, folyamatosan harcra kész hadseregeket igényelt (a hidegháborús korszak másik jellemzőjével, a fegyverkezési verseny és a mára elavult haditechnikai elvek miatt erőltetetten felfejlesztett, több ország gazdaságát évtizedekre visszavető nehéz- és hadiiparral együtt). A nagy létszám kielégítésére és a kiképzések és hadrafoghatóság folyamatosságának biztosítására bevezették a kötelező, meghatározott idejű sorkatonai szolgálat intézményét.

## A rendszerváltás után

Hadkötelezettség napjainkban a világ országaiban
Nincs hadsereg
Nincs sorkatonai szolgálat
A sorkatonai szolgálatot eltörölni tervezik
Sorkatonai szolgálat, de a megcélzott korosztály kevesebb mint 20%-a köteles jelentkezni
Sorkatonai szolgálat
Nincs adat

A sorkatonai szolgálat fennállása alatt sohasem örvendett különösebb népszerűségnek, bár a jelentős létszámú sorállomány által képviselt költséghatékony fizikai munkaerő a civil társadalom szempontjából is gyakran hasznot hozott, például a katasztrófavédelemben vagy a nagy állami építkezések és mezőgazdasági betakarítások alkalmával történt „bevetéseken”. Az évtizedek során a sorkatonaság egész intézményrendszerét számos kritika érte és a fiatal férfiak több generációja számára jelentett kihívást a polgári életvitel és a korai felnőttkor kialakítását megnehezítő, sokféle megterhelést jelentő sorkatonai szolgálat alóli felmentés különféle lehetőségeinek keresése. A sikeresen bevonultatott állomány morálja sem volt jobb: a hadseregbe került fiatalok hozzáállása a túlélés, az ügyeskedés és a nehezebb feladatok alóli kibúvás alapján épült fel, amelyhez tovább negatív tényezőként járult a saját kategóriájában is legfeljebb közepesnek minősíthető ellátás, a gyakran elavult és kifogásolható műszaki minőségű eszközpark, a gyakran megkérdőjelezhető logikájú kiképzési és egyéb feladatok és a szervezet szinte minden szintjén tapasztalt interperszonális nehézségek és konfliktusok. Ezek a körülmények a szubkulturális érdekességet képviselő katonai szleng és humor kifejlődése mellett a hadsereg és a sorkatonaság intézménye demoralizálódásának és hitelvesztésének is táptalajt jelentettek.
A civil társadalom által jórészt ismert fenti problémák civil oldalról is kezdeményezéseket generáltak. A rendszerváltás környékén felerősödtek és teret kaptak a sorkatonai szolgálatot ellenző, annak megszüntetését (és szerződéses haderővel történő helyettesítését) szorgalmazó társadalmi hangok. A kezdeményezések társadalmi szervezeteket (például Alba Kör, Hadkötelezettséget Ellenzők Ligája) is életre hívtak. A hidegháború végével, a Varsói Szerződés megszűnésével, a szovjet csapatok kivonásával és az ország demokratikus átalakulásával, külpolitikai kötődéseinek átrendeződésével párhuzamosan a hazai katonai doktrína is megváltozott. A belpolitika szélesedő palettáján több olyan erő is megjelent, amely a sorkatonai szolgálat megszüntetését és a szerződéses katonaság kialakítását már parlamenti szinten is felvetették.
A hosszas szakmai és társadalmi viták és egyeztetések kezdetben a sorkatonai szolgálat terheinek (időtartam, kötöttségek stb.) enyhülését, illetve alternatív (fegyvertelen, polgári) szolgálat lehetőségét eredményezték; később, a kitartó civil nyomásgyakorlás és az időközben egyre nyilvánvalóbbá váló gazdaságossági problémák miatt, a parlament határozata értelmében 2004. november 3-án, 136 éves hagyomány után, megszűnt a békeidőben alkalmazott sorozás és sorkatonai szolgálat intézménye. A Magyar Honvédség ezután megkezdte a haderő önkéntes, hivatásos, szerződéses alapon történő átalakítását.

## A sorkatonai szolgálati rendszer elemei
A sorkatonai szolgálat az ország fegyveres és technikai védelmére hivatott korabeli Magyar Néphadsereg (röviden: MN) illetve az államhatár akkori elvek szerinti fegyveres őrizetét ellátó Határőrség (röviden: HÖR) keretein belül, azok alakulatainál valósult meg; az előbbi testület az egykori Honvédelmi Minisztérium, utóbbi pedig az egykori Belügyminisztérium felügyelete alatt állt.

A Magyar Néphadsereg emblémája (1951–1989)

A Határőrség emblémája (1951–1989)

### Személyi állomány
Az egyes testületek és alakulatok feladatait a személyi állomány, azaz a testületek emberi erőforrásai közösen, összehangoltan látták el. A személyi állomány az alábbiakból tevődött össze:
- hivatásos állomány (rövidítésben: ht.): állami tiszti és tiszthelyettesi iskolai végzettséggel rendelkező, hivatásos katonák. tiszthelyetteseknél őrmesteri, tiszteknél hadnagyi rendfokozattól felfelé. Fő feladatuk a különböző adminisztratív és szolgálati helyeken az irányítási és szervezési munkák ellátása, a szakismereteket igénylő haditechnikai eszközök kezelése, illetve a hivatásos és sorállomány szakirányú kiképzése volt. Munkájukért fizetést, valamint különféle juttatásokat (öltözék, lakás stb.) kaptak. Szolgálati és az ezáltal meghatározott lakóhelyüket a parancsnokságaik jelölték ki. Szolgálatuk határozatlan időre (nyugállományba helyezésig) szólt. Hivatásos katona nő és férfi egyaránt lehetett.
- továbbszolgáló (rövidítésben tsz.): A sorkatonai szolgálat befejeztével, a katonai szervezetnél tisztesi, vagy megfelelő polgári végzettség esetén tiszthelyettesi beosztást ellátó, katonai végzettséggel nem rendelkező személyek. Illetményrendszerük nagyban átfedte a hivatásos állományét, de nem határozatlan időre szólt a „szerződésük”, valamint a nyugdíjszámítási és lakáshoz jutási feltételek voltak mások. Főként a nem kifejezetten katonai, de szakképzettséget igénylő feladatok ellátását végezték: gépjárművezetés, raktárkezelés, fenntartás, ellátás, nem katonai kiképzés, és ritkán adminisztratív feladatok.
- sorállomány (vagy másként legénységi állomány): határozott idejű sorkatonai szolgálatra korosztályok szerint kijelölt és behívott, általában 18-25 év közötti életkorú férfi állampolgárok. Nőket, egyes különleges eseteket leszámítva, a sorkatonai szolgálat nem érintett. A sorkatonákra szolgálati idejük alatt katonai törvények és jogszabályok vonatkoztak, személyi okmányaikat (személyi igazolvány, útlevél) szolgálatuk idejére bevonták és katonai igazolvánnyal helyettesítették, alakulatukat, elhelyezési körletüket csak külön engedéllyel, rövid időre és előre meghatározott körzetben, az ország területét pedig kizárólag katonai csapatmozgás keretében hagyhatták el. Szolgálatuk idejére az alakulat gondoskodott számukra szállásról, ruházatról, élelemről, valamint a kisebb személyi kiadások fedezésére elegendő, szerény anyagi havi illetményről.

A sorállományra a katonai függelmi kötöttségeken kívül számos egyéb korlátozás is vonatkozott, így például polgári ruhát még szolgálaton kívül is csak korlátozásokkal viselhettek, külső megjelenésüket (hajviselet, arcszőrzet stb.) meghatározták, egyes szórakozóhelyeket nem látogathattak („tiltott helyek”). Ezek a korlátozások az idők során bizonyos mértékig enyhültek.
- polgári alkalmazott (rövidítésben: pa.) állomány: olyan polgári személyek, akik az egyes alakulatok üzemeltetésével, működtetésével kapcsolatos, polgári jellegű feladatokat (például készlet beszállítás, hulladékkezelés, szakipari, adminisztratív és szolgáltatói jellegű munkák stb.) láttak el. Munkájuk miatt belépési engedélyt kaptak az alakulatok területére, fizetésüket a MN vagy a HÖR megfelelő szervétől kapták. A katonai jelleg miatt alkalmazásukban feltehetően titokvédelmi szempontok is érvényesültek.

### A szolgálat szakaszai
A sorkatonai szolgálati kötelezettség alá eső állampolgárok számára a kötelezettség az alábbi, jól elkülöníthető szakaszokra oszlott:
- sorköteles (18 év feletti) férfiak sorozása (katonai nyilvántartásba vétel, egészségügyi vizsgálat), a Magyar Néphadsereg területi Hadkiegészítő Parancsnokságainak szervezésében. Ennek idejét utcai plakátokon is meghirdették, a sorköteles korosztály tagjai pedig személyre szólóan is megkapták a sorozásra szóló idézést. Ez egy-, ritkábban kétnapos elfoglaltságot jelentett, a helyszíne valamelyik lakhelyhez közel eső nagyobb helyőrségi laktanya, ritkábban más nyilvános hely (művelődési ház stb.) volt. A sorozáson való részvétel elmulasztása viszonylag súlyos pénzbírsággal sújtott szabálysértésnek minősült. A sorozáson az adatokat, szakmai végzettségeket egyeztették, ezt rövid és felszínes (valójában csak jelképes[8]) orvosi vizsgálat követte. Ezek után a besorozott személy katonai alkalmassági kategória minősítést kapott, ami az esetek többségében „A” (korlátozás nélkül alkalmas) volt; a „B” és „C” (korlátozásokkal alkalmas) és a „D” (csak saját szakmájában történő foglalkoztatásra alkalmas) minősítést még a jogosultak közül is igen kevesen kapták meg, a sokak által vágyott, felmentést adó „E” (katonai szolgálatra végleg alkalmatlan) vagy „I” (ideiglenesen alkalmatlan) kategóriát pedig a súlyos, krónikus egészségi problémákkal küzdőkön kívül szinte senki. A sorozott fiataloknak számolniuk kellett azzal, hogy a sorozást követő 1-2 éven belül be is hívják őket sorkatonai szolgálatra, és az engedélyköteles útlevelek korában arra is fel kellett készülniük, hogy nyugati kiutazásra már nem kapnak engedélyt.

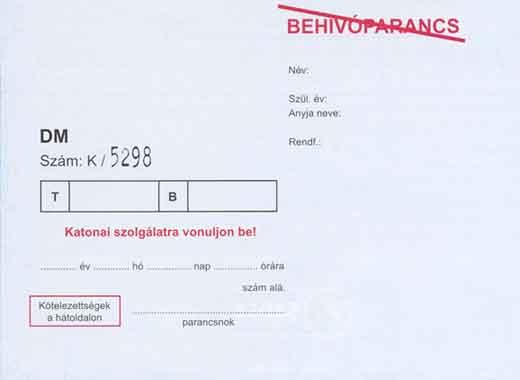
Behívóparancs (minta)

- a 18. életévüket betöltött, sorozott férfiak ütemterv szerinti behívása. Ez a sorkatonai szolgálat töltésére felszólító, kötelező érvényű idézés (behívó(parancs)) kézbesítésével kezdődött. A behívó megjelölte a jelentkezés idejét és helyét, utóbbi rendszerint a lakóhelyhez közelebb eső, nagy befogadó képességű intézményt (iskola, művelődési ház, sporttelep stb.) jelentett. A behívó tartalmazta a kötelező jellegre és a behívás megtagadásának (meg nem jelenésnek) jogi következményeire való figyelmeztetést is, mert a sorkatonai szolgálat alóli kibúvásnak még a kísérlete is bűncselekménynek számított. Egyéb információt a behívó nem tartalmazott, kivéve egy kódszámot, amelyből a behívás adminisztrálását a helyszínen végző katonai ügyintézők tudhatták, hogy az illetőt melyik alakulathoz kell irányítani. Bár informális csatornákon ezeknek a kódszámoknak a jelentése időnként kiderült, a behívottak többsége gyakorlatilag nem kapott előzetes tájékoztatást arról, hogy a szolgálatot hol fogja tölteni.

A behívottaknak a helyszínen korán (rendszerint reggel 6 órakor) kellett megjelenni és a kísérő hozzátartozóiktól elbúcsúzni, majd adataik egyeztetése, személyi okmányaik elvétele és rendszerint igen hosszú, több órás várakozás után, az esetleges szökéseket megakadályozni képes rendőri és katonai biztosítás mellett, megkezdődött a behívottak csoportjainak elszállítása az egyes alakulatokhoz. Ez különbuszokkal, illetve távolabbi célállomások esetén különvonatokkal, őrség fedezete mellett történt, mert a behívottak ekkor polgári személyi okmányokkal már nem, katonai igazolvánnyal még nem rendelkeztek, így jogilag egy köztes állapotba kerültek.
- a bevonulás és tényleges sorkatonai szolgálat megkezdése a Honvédelmi Minisztérium alá tartozó Magyar Néphadsereg vagy a Belügyminisztérium alá tartozó Határőrség valamelyik alakulatánál. Ezek az alakulatok a konspirációval átitatott korabeli gyakorlatnak megfelelően, nem kaptak túl nagy nyilvánosságot és a városok belterületi helyőrségi laktanyáinak kivételével eldugott, távoli helyeken, erdőkkel vagy mezőgazdasági területekkel körbevéve helyezkedtek el. Az akkori nyilvános térképeken még a környékük is torzítva, félrevezető módon szerepelt, a laktanyák elhelyezkedését semmi nem jelölte, az alakulatok pedig fedőszámot (egy MNxxxx formátumú kódot, ahol az xxxx egy 4 jegyű szám volt) kaptak. Ez egyben az alakulat postafiókszámát is képezte, de a területi irányítószámokkal nem állt kapcsolatban, így csak a beavatottak tudták, hogy melyik fedőszám melyik laktanyát jelöli).

A beosztások jellegzetessége volt, hogy a fiatalok a legritkább esetben kerültek a lakóhelyükön vagy annak környékén levő alakulatokhoz; épp ellenkezőleg, általában alapcél volt, hogy minél messzebb kerüljön a bevonult fiatal az otthoni és ismerős környezettől. Ennek a rideg gyakorlatnak több, utólag feltárt oka is volt: az egyik a bevonultatott fiatalok önálló magatartásának, magabiztosságának, individualitásának (amelyhez az ismerős környezet jó támaszt adott) megtörése, valamint a helyi lakossággal való kapcsolatok, kötődések hiányának biztosítása. Ez utóbbi azért volt fontos, mert a hadseregre a korabeli politikai vezetés karhatalomként is számított, ilyen bevetéskor pedig alapvetően fontos, hogy a bevetett csapaterők számára a szemben állók „idegenek” legyenek (ennek az ősrégi megközelítésnek az alkalmazása korunk világának rendészeti munkájában is megfigyelhető világszerte).
Jellemző volt még a beosztások végzettség szerinti elkülönítése:
Az érettségi után sikeres felsőoktatási felvételit tett sorköteleseket általában azonnal behívták egyéves szolgálati időre. Így felsőfokú tanulmányaikat csak egy évvel később kezdhették meg, viszont hamarabb szereltek le. E rövidített szolgálatot töltő fiatalokat hivatalosan előfelvételisnek, a szlengben táposnak nevezték. A fennmaradó időt a felsőfokú tanulmányok elvégzését követően, általában tartalékos tiszthelyettesi iskolai hallgatóként töltötték le. Ennek a gyakorlatnak az oka máig vitatott, a legvalószínűbb ok az lehetett, hogy a potenciális politikai ellenfelet jelentő értelmiségiek felé egyébként is régről gyökerező ellenszenvvel viseltető hatalom ezzel igyekezett kellően érzékeltetni az erőviszonyokat. Ezt támasztja alá a „táposokkal” szemben tanúsított, a többi kopaszhoz képest még kirívóbban megalázó bánásmód, és az a gyakorlat is, hogy az ilyen katonákat szinte mindig első lépcsős, távoli, szigorú és nehéz kiképzést és szolgálatot jelentő alakulatokhoz helyezték.
A bevonulás után az újonc sorkatonáknak civil ruhájukat papírzsákba kellett tenni, amelyet a hozzátartozóknak az alakulat hazaküldött, és megkapták katonai ruházatukat, felszerelésüket. Ezután 1-2 hónapos kiképzés („keltető”) következett, amely katonai eskütétellel és a katonai igazolvány kézhezvételével zárult. Sorkatonák csak ezt követően kaphattak engedélyt szabadságolásra, az alakulat ideiglenes elhagyására. A bevonultak később a hozzátartozókat természetesen értesíthették a helyszínről és látogatókat is fogadhattak, erős titokvédelmi intézkedések mellett.

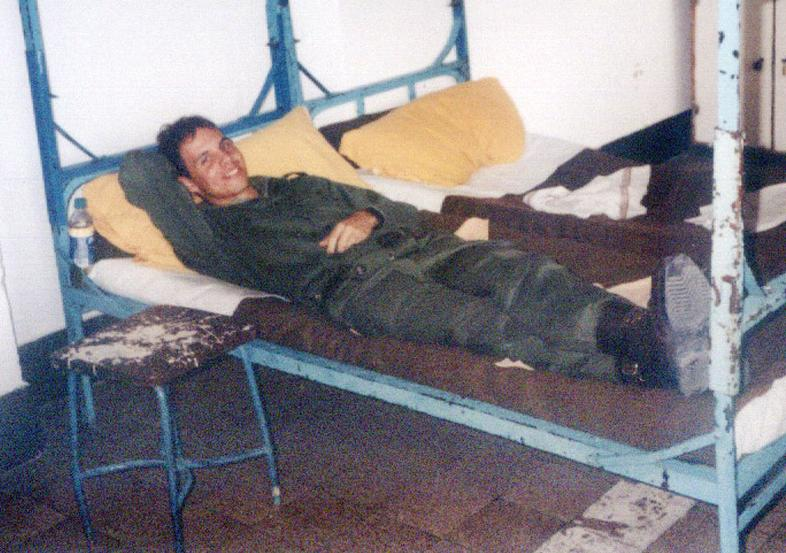
Hálókörlet

- a sorkatonai idejüket leszolgált állomány leszerelése. Ez a katonai felszerelés tételes elszámolásával és leadásával, az otthonról parancsra behozott civil ruha felvételével és az alakulattól való végleges távozással járt. Az elszámolás során gyakran felszerelési hiányosságokra derült fény, amelynek a következménye HTK (Honvédségi tartozási kötelezettség, a betűszó feloldása a katonai szlengben tréfásan „Hová Tette, Katona?”), azaz az elkallódott holmik árának utólagos anyagi megtérítésére történő felszólítás lett. Ezután a volt katonák a hadkiegészítő parancsnokságtól visszakapták személyi okmányaikat és visszatérhettek a polgári mindennapokba. A leszerelést rendszerint az együtt szolgált volt katonák csoportjainak felszabadult ünneplése kísérte.
- továbbszolgálók: különleges csoportot képeztek azok a sorkatonák, akik a leszereléskor a leszerelés helyett önkéntes jelentkezés alapján további már hivatásos, fizetésért vállalt szolgálatot választották. Ezek a katonák ilyenkor általában megkapták a legmagasabb tisztesi rendfokozatot (szakaszvezető). Ennek továbbszolgáló jellegét a sorállománnyal megegyező gyakorlóruhán kemény váll-lapos rangjelzés (szemben a sorállományú tisztesek gallérra helyezett rangjelzésével), valamint a gyakorló (Bocskai) sapkán színes zománc sapkarózsa (szemben a sorállomány egyszínű barna sapkarózsájával) is mutatta. A továbbszolgálók elhelyezést kaptak az alakulatok közelében létesített nőtlentiszti szálláshelyeken.

Ritkán előfordult, hogy a leszerelés és bevonulás idején egy-egy alakulathoz a várt/igényelt létszámnál kevesebb újonc vonult be, vagy a másod- és harmadidőszakosok létszáma más okok miatt lecsökkent. Ilyen esetben a leszerelő állományból, kényszerűségből visszatartottak néhány öreg katonát, akik rendszerint 30-40 nappal kénytelenek voltak „továbbszolgálni” (a katonai szlengben: „ráhúzni”), az önkéntes továbbszolgálat eltérő viselete és kedvezményei nélkül. Az ilyen „bentragadt” öreg katonák, emberileg érthető bosszúságuk és ingerlékenységük miatt a többi időszakos katonára nézve komoly konfliktuskockázatot jelentettek. Egyfajta „figyelmeztető jelzésként” a sapkarózsájukat ők is színesre cserélték.
- tartalékos állományba kerülés: a tényleges szolgálatukat letöltött katonákat a katonai adminisztráció továbbra is nyilvántartotta. Egészen 50 ill. 55 éves korukig bármikor számíthattak rá, hogy tartalékosként, rövidebb időre ismét behívják őket szolgálatra, bár az esetek többségében ez nem történt meg. Bizonyos beosztásokban szolgáló katonákat viszont a leszerelést követő években is behívtak néhány hetes vagy hónapos továbbképzésre, ők rendszerint meg is kapták az otthon őrizendő katonai felszerelést és általában rendfokozati előléptetésben is részesültek.

## A sorkatonai mindennapok
- bevonulás, alapkiképzés, eskü
- ellátás
- élelmezés
  - legénységi étkezde
    - szakaszos, rendezett behaladás

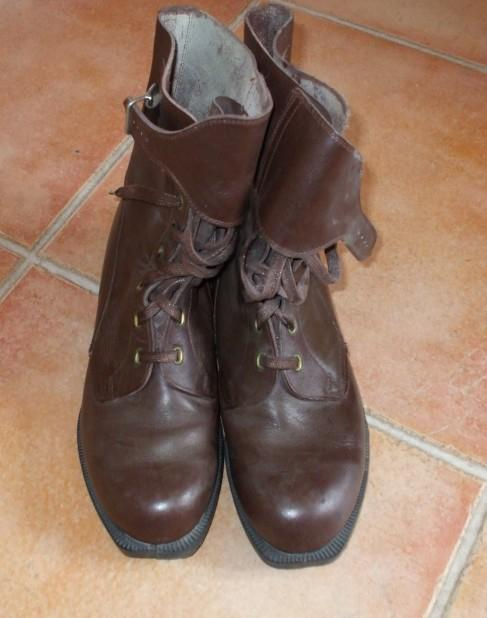
A jellegzetes 87M gyakorlóbakancs, népszerű nevén „surranó”; a talprésznek a bakancs orránál megfigyelhető, szögletesen előreugró peremezése lehetővé tette a sífutó kötéssel ellátott sílécek használatát

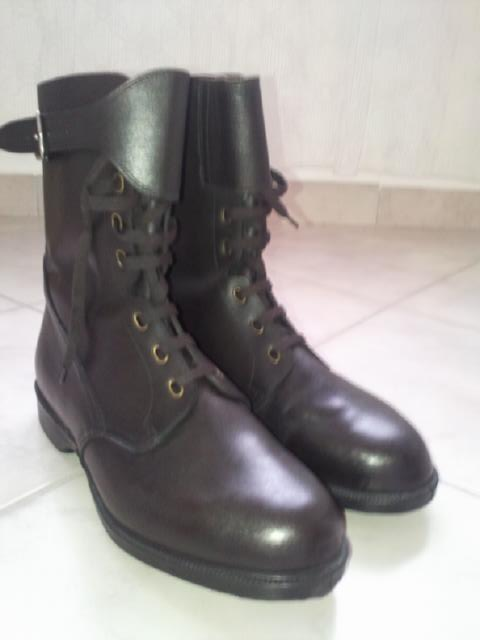

    - étkezési idő (rövidsége miatt a forróbb leves és a langyos főfogás fogyasztási sorrendjének felcserélése)
    - menük, étrend, étkezési szokások, problémák
    - tálca, tányér, pohár (saját evőeszköz-készlettel:"kanálgép")
    - konyhaszolgálat, éttermi szolgálat
    - ételmaradék hasznosítás (lásd még: alakulatok önellátása, állattenyésztés)

  - napi étkezési rend (reggeli, ebéd, vacsora)
  - kiegészítő élelmiszer ellátmányok, előírásos és illegális vételezés
  - kantin, büfé, alkoholfogyasztás
  - hozzátartozók által hozott/küldött élelmiszerek, ellenőrzésük, megosztásuk
  - M-zárolt készletek, védőitalok, egyéb speciális ellátmány
  - étkezés terepen ("gulyáságyú")
- felszerelés
  - ruházat
    - gyakorló, szolgálati, kimenő és sport öltözék
      - lábbeli: a gyakorló és szolgálati öltözékekhez télen-nyáron: bakancs (régi/tiszti 2 csatos, sífutó egycsatos M65, karbantartás: barna/fekete cipőkrém)
      - gyakorló
        - alsóruházat: barna zokni, barna alsónadrág, zöld atlétatrikó, téli zöld molinó nadrág és felső
        - felsőruházat: használt zöld gyakorlónadrág, vil.zöld ing, zöld sávoly zubbony, zöld mikádó kabát (kivehető téli béléssel)
        - „1-es értékű gyakorló” (készenlétben tartott, új, használatlan felsőruházat)
        - nyári (Bocskai) és téli (usanka) gyakorló sapka
        - nadrágszíj és derékszíj (derékszíj kenése)
        - kesztyű

      - szolgálati (szolgálattól és helyi szokásoktól függően változó)
        - régi típusú kimenő felsőruházat (nadrág és zubbony), derékszíjjal, karszalaggal
        - rendes gyakorló öltözék, karszalaggal vagy anélkül
        - karszalagok
          - méret, anyag (textil/műanyag), felerősítés (zsinóros/tépőzáras)
          - szín (piros alapszín, talpatlan betűs, rövidített, fehér felirattal)
          - viselés (bal felkaron, írással kifelé)
          - feliratok (rövidítések, helyettesi kiegészítés)

      - kimenő
        - lábbeli: félcipő (téli és nyári viselethez ugyanaz)
        - alsóruházat: (megegyezik a gyakorlóval)
        - felsőruházat: pantalló, kimenő ing, kimenő zubbony, sípzsinór, kimenő kabát (kivehető téli béléssel)
        - váll-lapok inghez/zubbonyhoz és kabáthoz
        - nyári (tányér, később Bocskai) és téli (usanka) kimenő sapka
        - kimenő derékszíj
        - kesztyű (megegyezik a gyakorlóval)
        - esőköpeny (kimenő táskában)
        - kimenő táska (el- és visszautazáskor kötelezően viselt vállszíjas táska)

      - sport (mindig új, használatlan került kiadásra, leszereléskor elvihető volt)
        - lábbeli gumitalpú, fehér vászon sport félcipő
        - alsóruházat: fehér sportzokni, sport fehér atlétatrikó (piros szegéllyel, vö. Honvéd SE színei)
        - felsőruházat: kék melegítő nadrág és felső

      - pizsama (felső és alsó rész)

    - téli, átmeneti és nyári viselet, színek, mintázat
      - öltözködési előírások, viselet meghatározása
      - könnyítések (pl. gyakorló sapka összehajtva vállszalag vagy derékszíj alatt)
      - gyakorló, kimenő, sport színösszeállítások
      - terepmintázatú öltözékek, egyéb álcázó megoldások (levélháló sisakon, fegyverzeten, álcázó bőrfestés stb.)

    - fegyvernemi stb. eltérések
      - páncélos fejvédő, dzseki (alsó gumizással)
      - rep.szerelő pántos nadrág, dzseki (alsó fémkarikás/szalagos összehúzással), rep.szerelő sapka („haube”)
      - egyéb különleges öltözékek

    - ruházatok (M) változásai

  - személyi fegyverzet és védelem (harcjárművek, lövegek stb. nem tartoznak ide)
    - sorozatlövő fegyverek (AK-55, AK-63, AMD-65 gépkarabélyok), tártáska
    - maroklőfegyverek (PA-63 pisztoly), pisztolytáska
    - speciális fegyverek (RPG kézi páncéltörő, PKM géppuska, SZVD mesterlövészpuska stb.)
    - kézigránátok (támadó és védő)
    - rohamsisak
    - vegyvédelmi felszerelés (gázálarc, védőköpeny, harisnya-csizma, kesztyű), hordtáska
    - egyéb személyi védelmi felszerelés, fegyverzet kiegészítők (szurony stb.)

  - eszközök
    - hordozók (málhazsák, kimenő táska)
    - evőeszköz-készlet ("kanálgép")
    - kulacs, csajka
    - gyalogsági ásó ("gyalásó")
    - egyéb/klgs. eszközök
- elhelyezés, napirend, körletrend
  - laktanya
    - kapu (személy- és járműforgalom zsilipelő és okmányellenőrző kialakítás, tartózkodó helyiség)
    - parancsnoksági épületek
    - legénységi (sorállomány) elhelyezési körletek
      - felépítés (ált. fszt. és 2 emelet, lépcsőház)
      - belszolgálati helyek (asztal, kulcsdobozok, nyilvántartási és eseménynapló, eü. napló („gyenguszkönyv”), lámpa, telefon)
      - hálótermek
        - padlóburkolat
        - fűtés
        - ágyak: ágynemű (téli/nyári, „bejgli”), ágyrend
        - stoki (és használata)
        - szekrények és szekrényrend
        - egyéb szobai felszerelés

      - századiroda/század ruharaktár (tisztacsere)
      - fegyverszoba (zárás/felnyitás, rácsozat, fegyverállványok stb.)
      - tisztálkodási helyiségek (wc, mosdó, zuhanyzó)
      - egyéb kiegészítő helyiségek

    - gyengélkedő/orvosi rendelő
    - alakulótér
    - sportpálya
    - akadálypálya
    - gépkocsi telephely, műszaki ellenőrző állomás ("MEA")
    - üzemanyag- és akkumulátor-töltő állomás
    - fegyvernemi/alakulati technikai telephelyek (pl. harcjármű th., repülőtér, harcálláspontok)
    - fegyvernemi/alakulati kiegészítő épületek (a technikai telephelyek közelében)
    - ruházati raktár
    - vegyvédelmi raktár
    - lőszer-/fegyverraktár
    - élelmiszerraktár
    - konyhák és étkezdék (legénységi és tiszti)
    - őrszoba és fogda
    - objektumvédelmi megoldások (kerítés, őrtornyok)
    - könyvtár
    - büfé/kantin
    - fodrászat
    - hőközpont
    - szennyvíztisztító
    - állattenyésztő telep (nem mindenütt)

  - kapcsolódó külső objektumok
    - nőtlentiszti lakótelep
    - helyőrségi művelődési otthon, „HeMO”
    - külső sportpálya (rendezvényekhez is)
    - külső harcálláspontok és egyéb objektumok
    - külső gazdasági területek (erdő, szántóföld, mező stb.), esetenként kiépített védelmi állásokkal
- illetmény
- egészségügyi ellátás
- alaki és más kötöttségek
- rendfokozatok, állomány- és rangjelzések
  - rendfokozati rendszer
    - előléptetések/lefokozások, leszerelési előléptetés, tartalékosi rendfokozatok
    - alap- és középfokú végzettségű sorállomány által elérhető rendfokozatok
    - sorállományú tiszthelyettesi és tiszti főiskolai rendfokozatok („rigók” stb.)
    - továbbszolgálók rendfokozatai

  - rangjelzések és elhelyezésük
    - gyakorló ruházaton (téli/átmeneti/nyári)
      - sapkán
      - galléron (tsz.)
      - váll-lapon
      - felsőruha ujjon

    - kimenő ruházaton (téli/átmeneti/nyári)
- függőségi viszonyok
- időszakok (kopasz, gumi, öreg)
- rituálék, szokások, íratlan törvények, szleng
  - elhelyezés, körletrend (felső/alsó ágy stb.)
  - ruházati, felszerelési sajátosságok (barna/fekete cipőkrém, nadrágszár gumizás, kulcszsinór és szerelvényei, kimenő tányérsapka hajlítása, tréfás igazolványok stb.)
  - ugratások, szekálás (szívatások), közösségi büntetések
  - élelmiszer/csomag megosztás
  - időmúlás mérése, számontartása, jelzése (naptársatírozás, derékszíj bevágások, kulcszsinór bogok, sapkafirkálás-X varrás, centi készítése/összeállítása/használata)
- (szak)kiképzés, munka, szolgálati feladatok
  - harcászati kiképzés
  - technikai kiképzés
  - beosztás szerinti munka
  - sorállományú századszintű beosztások és feladatok (szoba/raj pk., századírnok stb.)
  - körletezés (körlettakarítás, tisztítás)
    - körletező állomány
    - belső és külső körletezés

  - belszolgálat
  - konyhaszolgálat
  - kiértesítő szolgálat
  - ügyeletes alegység ("ügyal")
  - tűzoltó raj ("türaj")
  - őrszolgálatok (fegyveres szolgálatok)
    - őrszázad és más századok szolgálatai
    - őrtorony, őrszoba („támla”), kapuőr, fegyveres figyelő ("fefi"), egyéb/különleges (pl. rep. nyűgöző, zónaőr) őrszolgálatok
    - járőrszolgálat, karhatalmi biztosítások
- hadgyakorlatok, kitelepülések, kihelyezések, különleges események
- politikai nevelés, politikai tájékoztató ("poltáj"), éberség, titokvédelem
- kilépés, kimenő, kimaradás, eltávozás, szabadság
- jutalmazás és büntetés
  - előírások, parancsok, szabályzatok
  - ellenőrzési és hatósági rendszer
    - szolgálati helyen belül
    - szolgálati helyen kívül
      - katonai rendészet: pl. „VÁP” I., II stb. hatáskörök, „vegyes-VÁP” (rendőrséggel), jellemzők
      - ellenőrzés, ruházat- és táskaátvizsgálás, intézkedések, betétlap
- leszerelés
  - adminisztratív folyamat, HTK, személyi igazolvány
  - ünneplés, obsit, leszerelő zászló

## Külső hivatkozások
- http://www.nephadsereg.hu/
- „Sorállomány vigyázz, oszolj!” – A JETFly Magazin beszámolója az utolsó sorkatonák leszereléséről
- Index Fórum: Kihalt laktanyák
- https://web.archive.org/web/20080617154736/http://multimedia.nagykar.hu/ekonyvek/40/17782/reszletek.html
- Kis Tamás: A magyar katonai szleng szótára, korábbi kiadás
- Bakanyelv – magyar katonai zsargon a Monarchia haderejében
- http://www.1000ev.hu